# Emile Bulcke

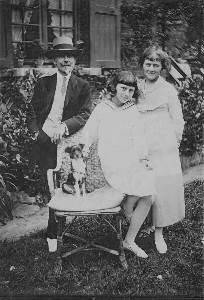
Emile Bulcke met zijn echtgenote en dochter Dinah (rond 1915)

Emile Bulcke (Oostende, 20 maart 1875 - Schaarbeek, 28 oktober 1963) was een Belgische kunstschilder en beeldhouwer.

## Jeugd en opleiding
Hij was de zoon van Ernest Bulcke, likeurstoker en likeurhandelaar, en van Rosalie Bessire. Hij huwde in 1902 met Augusta Kockenpoo (1875-1937). Zij hadden één dochter: Dinah (1904-1918). Zijn oudere broer Georges (28 april 1872 - 28 oktober 1963) werd operazanger.
Als jongen woonde Emile Bulcke in de Ooststraat in Oostende, en was hij leerling aan de gemeenteschool en het Koninklijk Atheneum 1 Centrum Oostende. Toen hij 9 jaar oud was lieten zijn ouders hem inschrijven als leerling van de Oostendse École industrielle. Daar kwamen zijn artistieke talenten aan het licht. Bulcke behaalde er eerste prijzen voor "groot en klein plaaster" en voor architectuurtekenen. Een ongeval op vijftienjarige leeftijd veroorzaakte een tijdelijke beenverlamming, waardoor Bulcke enkele jaren achterop geraakte met zijn studies. Op achttienjarige leeftijd werd Bulcke leerling aan de Brugse Academie voor Schone Kunsten. Zijn professoren waren er Edmond Van Hove (1853-1912) en Charles Rousseau (1862-1916). In 1894 behaalde Bulcke te Brugge een eerste prijs "tekenen naar de natuur". Inmiddels debuteerde hij als exposant in de Brugse kring Kunst Genegen.

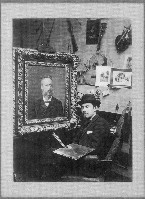
Emile Bulcke naast het portret van Leon Thoma (1897)

Bulcke zette zijn opleiding verder aan de Brusselse Academie, bij Jean-François Portaels (1818-1895) en vooral bij Joseph Stallaert (1823-1903). Enkele van zijn studiegenoten waren er onder meer Jef Dutillieu, Jacques Madyol, Jules Cran, Julien De Beul, Lucien Rion, Charles-Louis Voets, Paul-Jean Martel, Albert Cortvriendt, Benoni Van der Gheynst en Philippe Swyncop In de periode 1894-1897 behaalde Bulcke niet minder dan zeven eerste prijzen. Dit alles gaf aanleiding tot een groots officieel eerbetoon in Bulckes geboortestad Oostende op 5 september 1897. Een studieperiode ter vervolmaking bij de beroemde portrettist Léon Bonnat aan de Parijse École des Beaux-Arts en een korte studiereis doorheen Italië besloten Bulckes opleiding. Te Parijs ontstond onder meer een kopie naar Jacob Jordaens' Opvoeding van Jupiter uit het Louvre (1899, privéverzameling Oostende).

## Loopbaan
Zijn eigenlijke carrière begon rond 1900. Hij wierp zich onmiddellijk op als portrettist, hoewel hij ook talrijke genrestukjes, marines, landschappen en stillevens schilderde. Daarbij zou Bulcke nooit afwijken van het academisch realisme dat hem tijdens zijn opleiding was bijgebracht. De moderne kunststromingen gingen deze conservatief-burgerlijke kunstschilder ongestoord voorbij. Bulcke was in die tijd ook een regelmatig exposant tijdens salons te Brussel, Oostende en elders in het land. Hij kreeg algauw officiële opdrachten vanwege het stadsbestuur van Oostende: portretten "na overlijden" van burgemeesters, ter aanvulling van de bestaande portrettengalerij in het stadhuis. Deze werden vernield gedurende de bombardementen in 1940. In 1900 schilderde hij ook nog het portret van Léon Rinskopf, dirigent van het Kursaalorkest. Hij leverde toen ook de ontwerpen voor affiches en andere gelegenheidsgrafiek voor allerlei feestelijkheden in het Oostendse Kursaal.
Uit 1904 dateren grootse projecten in aquarel voor een grote praalstoet ter herdenking van het Beleg van Oostende. Samen met James Ensor, Léon Rinskopf en nog heel wat lokale vooraanstaanden, was Bulcke in 1901 medestichter van de bekende Oostendse filantropische instelling "Compagnie du Rat Mort". Hij nam, samen met een groot aantal andere kunstenaars, deel aan het Salon van 1905, de "Exposition Nationale des Beaux-Arts", ingericht door de kunstenaarsvereniging Ostende Centre d'Art in de Kursaal van Oostende.
Om onbekende redenen vond Bulcke in eigen stad echter geen vaste betrekking als academieleraar of tekenleraar, al was hij er een veelgevraagd portretschilder. Anno 1905 aanvaardde hij een lesopdracht als professor voor decoratieve kunst aan de Schaarbeekse École industrielle. Willem Battaille behoorde tot hetzelfde lerarenkorps. Bulcke ging dan ook te Schaarbeek wonen. Eerst in de Seutinstraat nr 4 en later in het nr. 8 dat nu gekend is als het Maison Bulcke. Hij had echter steeds een woning en atelier te Oostende (achtereenvolgens: Zeedijk te Mariakerke; Rogierlaan 28, en laatst in de Leon Spilliaertstraat 55).

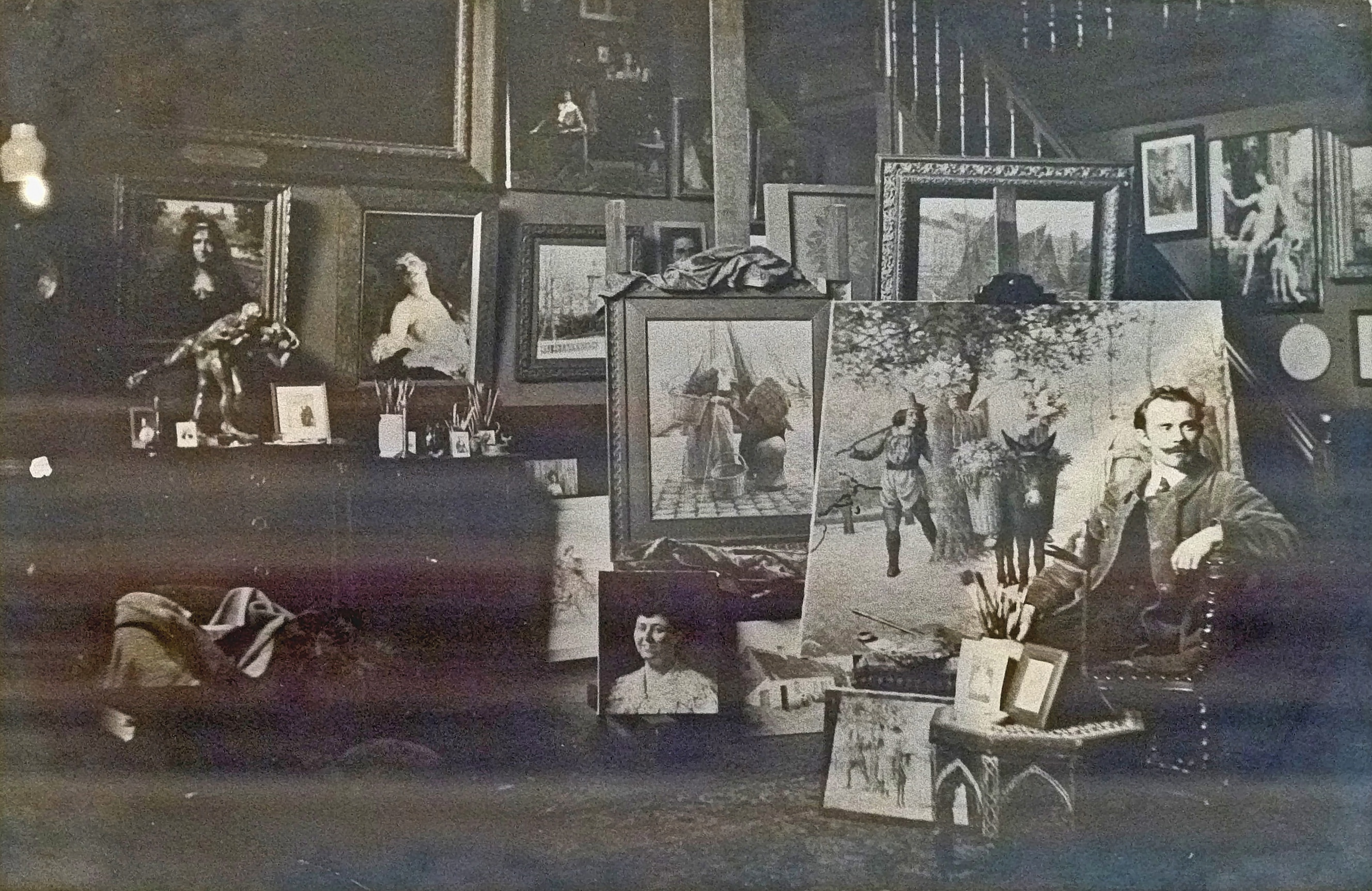
Emile Bulcke in zijn Brussels atelier (1907)

Gedurende de oorlogsjaren 1914-1918 bleef Bulcke te Brussel. Hij werkte er gewoon verder. Er ontstonden enkele zelfportretten van zijn echtgenote en dochtertje. Bulckes tragedie begon in 1918 toen zijn geliefde Dinah stierf ten gevolge van de Spaanse griep-epidemie. Hij had het meisje steeds gekoesterd als een wonderkind, een veelbelovende kleine schilderes en dichteres. Na haar vroege dood trok Bulcke alle registers open: in zijn diepbedroefd hart namen de talenten van Dinah bovenmaatse proporties aan. Hij poogde de herinnering aan het dode meisje te bewaren in tal van portretten, in het met sentimentele symboliek overladen schilderij La barque de la vie, in een herdenkingsalbum, een overdadige grafsteen, een commemoratieve penning, enkele retrospectieven…
Na de oorlog stelde Bulcke enkele keren tentoon in het Oostendse Kursaal (1919, 1920, 1921 en 1932). In 1920 hield hij er een dubbeltentoonstelling met Jef Dutillieu. Zijn eerste grote retrospectieve verkreeg hij eveneens in het Kursaal. Andere retrospectieven volgden in 1950 (stadhuis te Schaarbeek en Albertschool te Oostende) en in 1959 (Maison des Arts te Schaarbeek). Ter aanvulling van de galerij met burgemeestersportretten in het Oostendse Stadhuis schilderde Bulcke in 1920 het portret van burgemeester Alphonse Pieters.
Op gevorderde leeftijd had Bulcke nog niets van zijn scheppingskracht verloren. In 1949 leverde hij samen met Jef de Brock de ontwerpen voor een praalstoet die te Oostende uitging: "Muziek door de eeuwen heen". Vanwege het Oostendse stadsbestuur kreeg de oude meester in de jaren vijftig de omstreden opdracht om de portrettengalerij der burgemeesters, die tijdens de Tweede Wereldoorlog in vlammen was opgegaan, te reconstrueren. Een echte titanenarbeid die Bulcke voor heel wat documentatieproblemen plaatste, maar die hij in 1956 tot een goed einde wist te brengen door enkel de portretten van burgemeesters te reconstrueren waarvan hij nog voldoende betrouwbaar beeldmateriaal kon terugvinden. De suite, die uiteindelijk achttien portretten ging omvatten, siert nog steeds de raadszaal van het nieuwe Oostendse stadhuis en werd inmiddels uitgebreid.
De laatste jaren bleef het dan stil rond Bulcke. Zijn vriendenkring versmalde. Alleen in zijn groot huis teerde hij op de herinneringen aan betere tijden, omringd door ontstellend grote verzamelingen antiek, schilderijen van eigen hand en ontelbare persoonlijke souvenirs. Dat alles legeerde hij aan de Oostendse Heem- en Geschiedkundige Kring "De Plate".

## Beeldhouwer

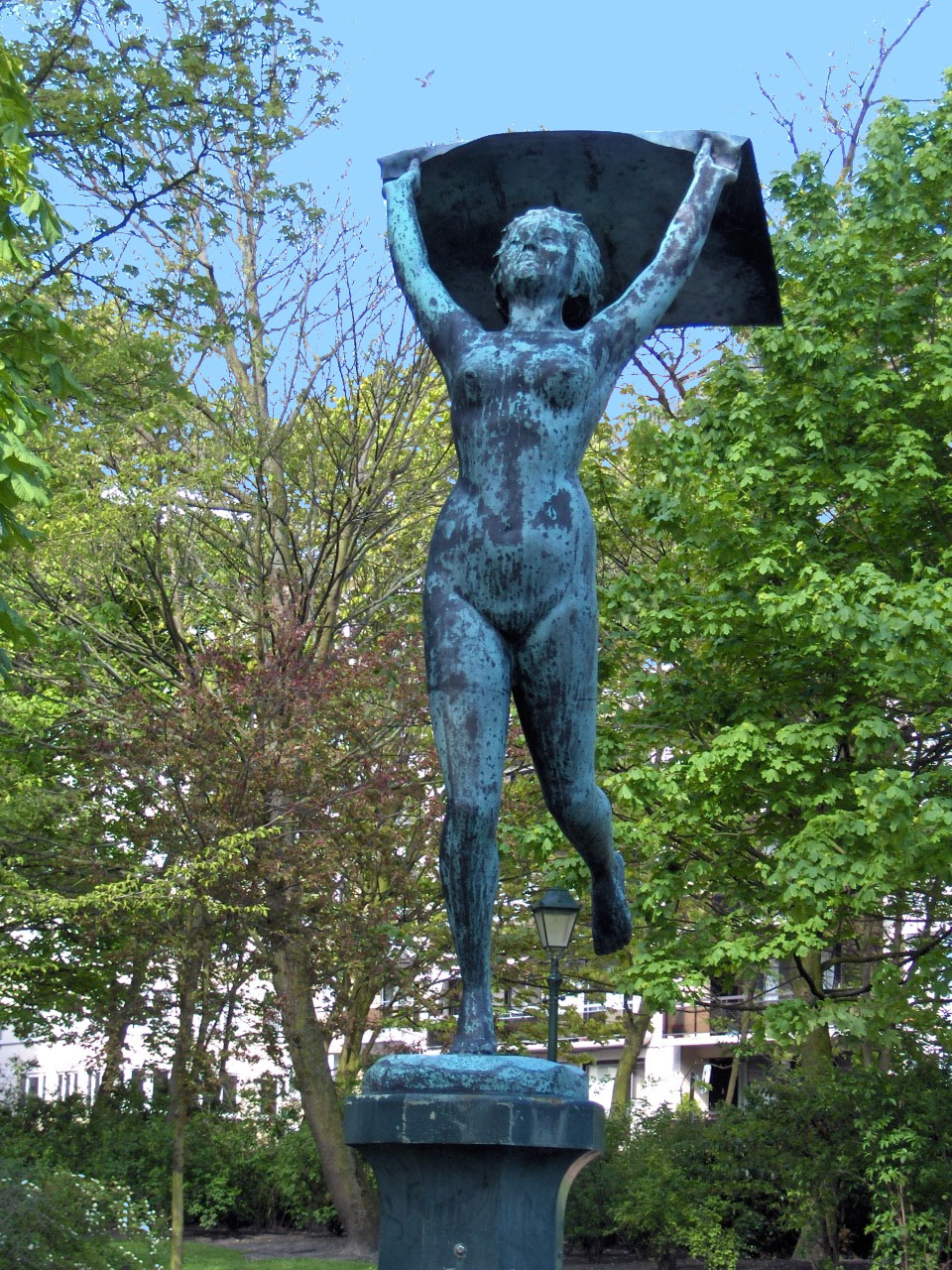
De Wind (1933)

Bulcke was heel sporadisch ook actief als beeldhouwer: hij boetseerde enkele portretbustes en figuren. Kleinbronzen o.a. Jonge Oostendse visser (uit 1932) en het memoriaal Aristide Doorme 1932 (naast het standbeeld van Leopold II op de zeedijk te Oostende) werden door een gespecialiseerd bedrijf in brons gegoten, evenals De Wind (1933), een geïdealiseerd vrouwennaakt en een ode aan zijn overleden dochter Dinah, en wellicht Bulckes meest bekende sculptuur, momenteel opgesteld in het Leopoldpark in Oostende.

## Besluit
Uit Bulckes hele oeuvre spreekt een gedegen technisch meesterschap, maar tevens een verstarring in de stijl van het laat-19de-eeuwse realisme, een tendens die we frequent bij kunstenaars van Bulckes generatie terugvinden: Jozef Janssens, Florimond van Acker, Jef Van de Fackere of de Brit Pilade Bertieri (1874-1965). Portretten maken het grootste deel van Bulckes oeuvre uit (meer dan 1000!), daarbij ook veel portretten "na overlijden", een dubieuze discipline die Bulcke helemaal niet schuwde. Zijn portretten waren doorgaans van een welhaast fotografische nauwkeurigheid, aanvankelijk getrouw aan de modellen van zijn leraar Bonnat. Dit genre viel in de smaak van een bepaald welgesteld burgerpubliek. Zijn productie van de late jaren 50 verzwakt, mede door zijn oogziekte.

## Musea
- Brussel, Museum van het Leger en de Krijgsgeschiedenis: voorontwerp van het Memoriaal Aristide Doorme.
- Oostende, Mu.ZEE: een aantal portretten en landschappen, o.a. O.L.V. ter Duinen te Mariakerke (1903), De oude sluis nabij het zeestation (1919), Boten in het visserdok (1905)
- Oostende, Koninklijke Oostendse Geschied- en Heemkundige Kring “De Plate”: een groot aantal schilderijen, affiches en personalia van Bulcke, afkomstig uit zijn legaat.
- Schaarbeek, Gemeentelijke verzameling
- Verder werk van Bulcke in het Stadhuis, het Conservatorium en de Yacht-club te Oostende

- Gemeinsame Normdatei: 1146225474
- International Standard Name Identifier: 0000 0000 5314 9029
- Library of Congress Control Number: nr2001014754
- RKD-Nederlands Instituut voor Kunstgeschiedenis: 13964
- Virtual International Authority File: 41767690
- WorldCat: E39PBJrm7gbC3Mf78pRGTDp3wC